# Mycalesis tuanda
Mycalesis tuanda är en fjärilsart som beskrevs av Corbet 1942. Mycalesis tuanda ingår i släktet Mycalesis och familjen praktfjärilar. Inga underarter finns listade i Catalogue of Life.